# 郑效洵
郑效洵（1907年—1999年11月30日），笔名孝嵩、郑岱，福建闽侯人，中华人民共和国出版家、翻译家，中国民主促进会中央委员会原常务委员，第五、六届全国政协委员。

## 生平
1929年肄业于北京大学。1951年夏，他与冯雪峰一起创办了人民文学出版社，任总编室主任兼欧美出版室主任。1952年加入中国作家协会。1956年任人民文学出版社副总编。